# Ermita del Crist de la Clemència (Suera)
L'Ermita del Crist de la Clemència, també coneguda com a Ermita del Calvari a Suera, a la comarca de la Plana Baixa, és un lloc de culte catòlic catalogat com Bé de Rellevància Local segons la Disposició Addicional Cinquena de la Llei 5/2007, de 9 de febrer, de la Generalitat Valenciana, de modificació de la Llei 4/1998, d'11 de juny, del Patrimoni Cultural Valencià (DOCV Núm. 5.449 / 13/02/2007), amb codi 12.06.108-003.

## Descripció històric-artística
No es disposa de documentació que permeti datar la construcció d'aquesta ermita situada al final del terreny que abasta el Calvari (situat en la part alta de la localitat), localitzat en el lateral dret del terreny.
Malgrat la falta de documentació, els especialistes consideren probable que l'edifici es construís durant el segle xviii, ja que apareix com a edifici en ús en una documentació de 1861, en la qual es parla de la seva reconstrucció.
És un edifici de dimensions mitjanes en el qual destaca la cúpula que es recolza sobre tambor octogonal, i es remata amb teula. A més presenta torre campanar, de pràcticament la mateixa altura de l'ermita, que se situa als peus d'ella i que disposa d'una entrada independent de la resta del recinte sagrat. La torre es remata amb una petita cúpula de forma piramidal però línies corbes, rematada per teules vidriades.
Externament ja no destaca gens més, ja que la seva façana (que es remata en cornisa recta, que al centre presenta un arc apuntat) està llisa i és blanca, encara que es decora l'entrada el contorn de la façana i punt de la porta d'accés (rectangular i amb planxes, s'emmarca en dovelles irregulars), com del òcul ovalat que s'obre sobre ella, amb una franja color ocre, que també decora part de la rematada de la cúpula, i del campanar.
En la façana principal, al costat esquerre de la porta d'accés es troba l'última estació del Viacrucis, adherida a la paret.

## Festes
L'ermita del Crist de la Clemència celebra les seves festes durant el quart diumenge d'octubre. El dilluns d'aquesta setmana es trasllada la imatge del Crist a l'Església parroquial, romanent allí durant totes les festes, acabant aquestes amb la processó que retorna la imatge a l'ermita.